# Jean-Henri Humbert
Jean-Henri Humbert (Paris, 24 de janeiro de 1887 - Bazemont, 20 de outubro de 1967) foi um botânico francês. 
Humbert obteve um diploma de estudos superiores em Botânica em 1910, e em 1912 faria a primeira de suas dez viagens a Madagascar. Seus trabalhos Les Composées de Madagascar (As Compostas de Madagascar, de 1923) e Destruction d'une flore insulaire par le feu (Destruição de uma flora insular pelo fogo, de 1927) lhe valeram distinções da Académie des Sciences.
Humbert trabalhou como catedrático em França até 1922, quando partiu para Argel, onde foi chefe do trabalhos da faculdade de ciências da cidade. Foi nomeado para a Académie des Sciences em 1951 e aposentou-se em 1957.
Humbert realizou numerosas missões na África, América do Sul e a Madagascar. Ele dirigiu a publicação da Flore de Madagascar et des Comores, em colaboração com diversos botânicos como Joseph Marie Henry Alfred Perrier de la Bâthie e Henri Chermezon. Ele dirigiu também a Flore générale de l'Indo-Chine.

## Algumas publicações
- Les Composées de Madagascar (1923).
- Végétation du Grand Atlas Marocain oriental. Exploration botanique de l'Ari Ayachi (1924).
- La Disparition des forêts à Madagascar (1927).